# Agassiz Peak
Der Agassiz Peak ist der zweithöchste Berg im US-Bundesstaat Arizona. Er hat eine Höhe von 3766 m und befindet sich in den San Francisco Peaks innerhalb des Coconino National Forest, nördlich von Flagstaff.
Ungefähr zwei Kilometer nördlich erhebt sich mit dem Humphreys Peak der höchste Gipfel Arizonas. Letzterer wird häufig mit dem Agassiz Peak verwechselt, da dieser von Flagstaff aus gesehen den Blick auf den höheren Humphreys Peak verstellt.
Der Agassiz Peak kann ohne bergtechnische Schwierigkeiten bestiegen werden. Der Ausgangspunkt einer Gipfeltour ist der Ski Bowl von Flagstaff. In 2800 m Höhe können dort auf mehreren großflächigen Parkplätzen Autos abgestellt werden. Der Agassiz Peak kann zusammen mit dem Humphreys Peak an einem Tag bestiegen werden. Für die Gesamttour müssen insgesamt 12 km zurückgelegt werden. Auf dem Sattel zwischen Humphreys Peak und Agassiz Peak befindet sich die Abzweigung zum Agassiz Peak.
Seit 1985 ist der Steig auf den Agassiz Peak gesperrt. Der geröllhaltige und dadurch instabile Untergrund bedroht eine seltene Pflanzenart (Senecio Franciscanus). Wenn im Winter der Gipfel schneebedeckt ist, darf der Agassiz Peak allerdings bestiegen werden.